# Golden Globe Awards 1954
Die elfte Verleihung der Golden Globe Awards fand am 22. Februar 1954 statt.

## Preisträger

### Bester Film
Das Gewand (The Robe) – Regie:Henry Koster

### Bester Film zur Förderung der Völkerverständigung
Einmal wird die Sonne wieder scheinen (Little Boy Lost) – Regie: George Seaton

### Beste Regie
Fred Zinnemann – Verdammt in alle Ewigkeit (From Here to Eternity)

### Bestes Drehbuch
Helen Deutsch – Lili

### Bester Hauptdarsteller – Drama
Spencer Tracy – Theaterfieber (The Actress)

### Beste Hauptdarstellerin – Drama
Audrey Hepburn – Ein Herz und eine Krone (Roman Holiday)

### Bester Hauptdarsteller – Musical/Komödie
David Niven – Wolken sind überall (The Moon Is Blue)

### Beste Hauptdarstellerin – Musical/Komödie
Ethel Merman – Madame macht Geschichte(n) (Call Me Madam)

### Bester Nebendarsteller
Frank Sinatra – Verdammt in alle Ewigkeit (From Here to Eternity)

### Beste Nebendarstellerin
Grace Kelly – Mogambo

### Bester Newcomer des Jahres
Richard Egan – The Glory Brigade und The Kid From Left Field

Steve Forrest – Ein Herz aus Gold (So Big)

Hugh O’Brian – Der Mann vom Alamo (The Man From the Alamo)

### Beste Newcomerin des Jahres
Pat Crowley – Der tollkühne Jockey (Money From Home) und Die pikanten Jahre einer Frau (Forever Female)

Bella Darvi – Inferno (Hell and High Water) und Sinuhe der Ägypter (The Egyptian)

Barbara Rush – Gefahr aus dem Weltall (It Came From Outer Space)

### Bester Dokumentarfilm
Eine Königin wird gekrönt (A Queen Is Crowned) – Regie: Castleton Knight

### Cecil B. DeMille Award
Darryl F. Zanuck

### Special Achievement Award
Walt Disney – Die Wüste lebt (The Living Desert) – Künstlerisches Verdienst

Guy Madison – Bester Westernstar

### Henrietta Award (Weltstar männlich)
Alan Ladd

Robert Taylor

### Henrietta Award (Weltstar weiblich)
Marilyn Monroe

### Honor Award
Jack Cummings – 30 Jahre Produzententätigkeit für MGM